# Epigynopteryx modesta
Epigynopteryx modesta är en fjärilsart som beskrevs av Butler 1880. Epigynopteryx modesta ingår i släktet Epigynopteryx och familjen mätare. Inga underarter finns listade i Catalogue of Life.